# 秘窗
《秘窗》（英語：Secret Window）是一部2004年美國心理驚悚電影，由強尼·戴普和約翰·特托羅主演，大衛·柯普編劇和導演，改編自斯蒂芬·金的中篇小說《秘密之窗，秘密花园》 ，菲利普·格拉斯和傑夫·澤內利配樂。這個故事出現在金1990年的小說集《午夜禁语》中。該片於2004年3月12日由哥倫比亞影業發行，票房成績平平，影評評價褒貶不一。

## 劇情
推理作家莫特·雷尼发现妻子埃米与他们的朋友特德有染后，便隐居到紐約上州塔什莫尔湖的小木屋里，而埃米则仍住在他们的婚房里。六个月后，莫特郁郁寡欢，患上了寫作障礙，迟迟没有办理离婚手续。
一天，一个名叫约翰·舒特的人来到小木屋，指责莫特剽窃了他的短篇小说《播种季节》。在阅读舒特的手稿后，莫特发现除了结局之外，它与自己的故事《秘窗》几乎一模一样。莫特确实曾经剽窃过别的作家的小说。第二天，莫特告诉舒特，自己的小说比舒特的早两年在一本推理杂志上发表，因此他的剽窃之说不成立。舒特要求提供证据，并警告莫特不要报警。当晚，莫特的狗奇科被发现死在小木屋外，同时被发现的还有舒特给莫特的字条，给他三天时间拿出证据。
莫特向纽瑟姆警长报告了此事。莫特驱车前往他和埃米的家，打算取回杂志，但因为特德和埃米在那里而没有入内。莫特雇佣了私家侦探肯·卡尔施，他在小木屋外盯梢，还与当地居民汤姆·格林利夫行了交谈。格林利夫可能曾看到舒特和莫特在一起说话。在小木屋里，舒特现身了，要求莫特按照他的版本修改故事结局，即主人公杀死了自己的妻子。随后一场火灾烧毁了埃米和莫特的房子，可能也烧毁了杂志。莫特向警方透露自己有一个仇家。
卡尔施告诉莫特，他怀疑舒特威胁了格林利夫，因为格林利夫声称他从未见过莫特和舒特在一起说话。莫特和卡尔施同意直接与舒特对质，但先要在第二天早上在当地的小餐馆与格林利夫见面。莫特姗姗来迟，却发现卡尔施和格林利夫都没有出现在餐厅。回去的路上，莫特在加油站遇到了特德，特德要求莫特在离婚协议书上签字。莫特认为舒特受雇于特德，他拒绝了特德的要求，奚落了特德几句后离开了。
后来，舒特叫莫特到某个地方见面。莫特到场后，发现卡尔施和格林利夫死在格林利夫的卡车里，他当场昏了过去。他恢复过来后，舒特告诉莫特，他杀死这两个人是因为他们“干涉”了他的事情，并警告莫特，他故意把他牵扯进这两个人的谋杀案中（凶器是莫特的斧头和螺丝刀），暗示莫特应该自行处理掉尸体。莫特同意到他的小木屋去见舒特，给他看文学经纪人连夜寄来的载有他故事的杂志。莫特后来取回了凶器，然后把两具尸体同格林利夫的卡车从陡峭的悬崖上推到一个满是水的采石场。卡车沉了下去。
莫特从邮局取回了装有杂志的包裹，却发现自己的故事那几页已经被撕掉了。在小木屋里，莫特看到了舒特的帽子，他戴上帽子开始自言自语，试图理清事件的来龙去脉。灰心丧气之下，莫特向墙上扔了一个东西，他惊讶地发现，一条不断扩大的裂缝将小屋劈成了两半。看著鏡子，他驚訝地發現倒映出的是自己的後腦勺。莫特意识到舒特是他想象出来的，是自己未發現的解離性身分疾患的结果。他在不知情的情况下被创造出来，以应对和执行莫特无法完成的恶毒任务——比如杀死奇科、格林利夫和卡尔施，以及烧毁他们的家。这个人格现在完全控制了莫特。
埃米来到小屋，发现小屋内乱七八糟，墙上和家具上反复刻着“舒特”（SHOOTER）的字样。莫特出现了，他戴着舒特的帽子，以舒特的身份说话和行动。埃米意识到“舒特”这个名字代表着莫特想要“射杀她”（SHOOT HER）。他追着埃米，刺中了她的脚踝。正在寻找埃米的特德赶到时，遭到了莫特的伏击，莫特用铁锹打烂了他的脸。埃米无助地看着莫特用铲子猛击特德，同时背诵着《播种季节》的结尾。然后，他在画面外杀害了埃米。
几个月后，莫特从写作障碍中恢复过来，对生活重又充满热情。由于与他有关的失踪人口的传言，他在镇上备受恐惧和躲避。纽瑟姆警长来到这里，告诉莫特他是这些谋杀案的头号嫌疑人。他警告他，屍體最終會被發現，他會被抓住，然後說他在鎮上不再受歡迎。莫特被动地驳回了这些威胁，并告诉纽瑟姆他的新故事的结局是“完美的”。影片暗示（DVD版结局则是明示）埃米和特德的尸体被埋在莫特花园裡種植的玉米下，就会慢慢地被销毁。

## 演员
- 強尼·戴普 饰 “莫特”莫顿·雷尼
- 約翰·特托羅 饰 约翰·舒特
- 玛丽亚·贝罗 饰 埃米·雷尼
- 提摩西·荷頓 饰 “特迪”特德·米尔纳
- 藍·卡里歐（英语：Len Cariou） 饰 警长戴夫·纽瑟姆
- 查爾斯·S·達頓（英语：Charles S. Dutton） 饰 私家侦探肯·卡尔施
- 約翰·唐恩-希爾 饰 汤姆·格林利夫